# آرش فردوسی
آرش فردوسی (متولد ۷ اکتبر ۱۹۸۵) کارآفرین ایرانی-امریکایی است. او یکی از دو بنیانگذار دراپ‌باکس و از سال ۲۰۰۷ تا ۲۰۱۶ مدیر ارشد فناوری (CTO) بوده‌است. او در سال ۲۰۱۱ توسط مجله فرچون به‌عنوان یکی از ۴۰ کارآفرین زیر ۴۰ سال انتخاب شد. آرش فردوسی اصالتا اهل روستای باویل علیا که در دهستان باویل بخش مرکزی شهرستان اسکو واقع شده‌است می‌باشد .

## سالهای اولیه زندگی و تحصیلات
فردوسی ۷ اکتبر ۱۹۸۵ در اورلند پارک کانزاس در یک خانواده مهاجر ایرانی متولد شد. پدر او غلام فردوسی متولد ۱۹۵۰ کارگزار وام مسکن و از اهالی روستای باویل علیاء از توابع شهرستان اسکو و مادرش تهمینه فریدآذر متولد ۱۹۵۹ بود. والدینش در سال ۱۹۸۴ وقتی که به ترتیب در دانشگاه‌های مرکزی میسوری و دانشگاه میسوری در کانزاس سیتی تحصیل می‌کردند با هم آشنا شدند و ازدواج کردند.
او در یک دبیرستان عمومی به نام بلوولی نورت وست به تحصیل پرداخت و در سال ۲۰۰۴ با رتبه اول فارغ‌التحصیل شد. او سپس برای تحصیل در رشته برق و مهندسی کامپیوتر به موسسه فناوری ماساچوست (ام آی تی) رفت اما برای تمرکز بر کسب و کار در سال آخر تحصیل اش دانشگاه را ترک کرد.

## حرفه
فردوسی دراپ باکس را در سال ۲۰۰۷ به همراه شریک تجاریش درو هیوستن در دانشگاه آم آی تی راه اندازی کرد. در سپتامبر ۲۰۰۷ فردوسی شرکتش را به سن فرانسیسکو منتقل کرد و اقدام به دریافت سرمایه‌گذاری خطر پذیر از شرکتهایی مانند وای کامبینیتر، اکسل پارتنرز، سکویا کپیتال و تعدادی سرمایه‌گذار شخصی نمود. در مارس ۲۰۱۸ هنگامی‌که دراپ باکس برای ارائه عمومی آماده شد ارزش آن در حدود ۹٫۲ میلیارد دلار برآورد شد.
از بنیانگذاری شرکت در ژوئن ۲۰۰۷ تا اکتبر ۲۰۱۶ فردوسی به عنوان مدیر ارشد فناوری دراپ باکس ایفای نقش کرد. او همچنان به عنوان یکی از اعضای هیئت مدیره و تیم مدیریتی در دراپ باکس ایفای نقش می‌کند.

## جوایز و افتخارات
- مجله آی ان سی در سال ۲۰۱۱ فردوسی را به عنوان یکی از ۳۰ کار آفرین برتر زیر ۳۰ سال انتخاب کرد
- مجله فرچون در سال ۲۰۱۱ او را به‌عنوان ۴۰ کارآفرین زیر ۴۰ سال انتخاب کرد
- وب سایت تک کرانچ او را به عنوان بنیانگذار سال انتخاب کرد